# Буа, Ив-Ален
Ив-Ален Буа (фр. Yve-Alain Bois; род. 16 апреля 1952, Константина, Алжир) — американский художественный критик и историк искусства, специалист по европейскому и американскому искусству XX века. Ученик Ролана Барта, профессор Института перспективных исследований, а прежде Гарвардского университета, член Американского философского общества (2016).

## Биография
Окончил Практическую школу высших исследований в Париже и Университет Париж VIII, и то и другое — в 1973 году. Докторскую степень получил в 1977 году в Высшей школе социальных наук.
В 1977—1983 гг. в Национальном центре научных исследований.
С 1983 по 1991 год в Университете Джонса Хопкинса: первоначально приглашённый ассоциированный профессор, с 1984 года ассоциированный профессор, с 1989 года полный профессор.
С 1991 по 2005 год именной профессор (Joseph Pulitzer Jr. Professor) современного искусства Гарвардского университета, с 2002 года также заведующий его кафедрой истории искусства и архитектуры.
С 2005 года работает в Институте перспективных исследований.
С 1991 года редактор журнала «October». Сооснователь журнала «Macula» (в 1976 году).

## Награды
Отмечен Prix Pierre Daix (2015) и Alfred H. Barr Jr. Award (2001). Кавалер французского ордена Искусств и литературы (2002).

## Книги
- Ellsworth Kelly: Catalogue Raisonné of Paintings, Reliefs, and Sculpture: Vol. 1, 1940—1953 (2015)
- Matisse in the Barnes Foundation (2015)
- Art Since 1900 (with Benjamin Buchloh, Hal Foster, and Rosalind Krauss, 2004)
- Matisse and Picasso (1998)
- Formless: A User’s Guide (with Rosalind Krauss, 1997)
- Painting as Model (1990)